# Rue des Meuniers (Liège)
Ne pas confondre avec la rue des Meuniers à Paris
La rue des Meuniers est une rue de la ville de Liège (Belgique) située dans le quartier de Sainte-Marguerite.

## Odonymie et histoire
Depuis 1863, la voie s'appelle la rue des Meuniers en référence aux ouvriers qui travaillaient dans un moulin à eau. Auparavant, la rue se nommait la rue du Moulin et son tracé initial allait de la rue Mississipi à la rue Sainte-Marguerite en empruntant, par un virage à gauche, l'actuelle rue Corémolin.
La section de la rue entre la rue Corémolin et la rue Louis Fraigneux est beaucoup plus récente. Elle fut percée en 1940, en même temps que la rue Louis Fraigneux et occupe plus ou moins le lit initial de la Légia.
Le moulin qui avait donné son nom à la rue recevait les eaux de la Légia qui venaient de la rue Bas-Rhieu. Il appartenait au couvent de Cornillon sur le mont Cornillon et se situait plus ou moins à l'emplacement de l'immeuble sis au no 19.

## Situation et description
Cette voirie pavée et rectiligne mesure environ 170 mètres et relie la rue Mississipi et la rue Louis Fraigneux. Partant de la rue Mississipi, la rue est en légère descente jusqu'au carrefour avec la rue Corémolin. Ensuite, la voie remonte vers la rue Louis Fraigneux. La rue applique un sens unique de circulation automobile dans le sens Louis Fraigneux-Mississipi. Un escalier de deux douzaines de marches sert de raccourci pour rejoindre la rue Louis Fraigneux.

## Architecture
Bâti dans les années 1930 à l'angle de la rue Mississipi, l'immeuble dont l'entrée se situe au no 15 de la rue Mississipi possède une structure architecturale proche du style « paquebot ». Le soubassement est réalisé en moellons de grès et le reste de l'immeuble est bâti en briques jaunes (maçonnées verticalement en ce qui concerne les travées latérales). L'angle du bâtiment est occupé par un oriel semi-circulaire sur deux niveaux.

## Voies adjacentes
- Rue Mississipi
- Rue Corémolin
- Rue Louis Fraigneux